# Gilles Demailly
Pour l’article homonyme, voir Demailly.
Gilles Demailly est un chimiste et homme politique français né le 10 février 1949 à Berles-au-Bois (Pas-de-Calais). Ancien président de l'université de Picardie, il est président de la communauté d'agglomération Amiens Métropole et maire d'Amiens de 2008 à 2014.

## Biographie

### Origines et études
Issu d'un milieu modeste, deuxième d'une famille de six enfants et fils d'ouvrier agricole, Gilles Demailly suit ses études au lycée Robespierre d'Arras, puis en classe préparatoire scientifique au lycée Louis-Thuillier d'Amiens.
Il obtient son diplôme d'ingénieur en 1972 à l'École nationale supérieure de chimie de Strasbourg, puis soutient un doctorat de troisième cycle de chimie à l'université Louis-Pasteur de Strasbourg et un doctorat d'État, en février 1980.

### Carrière universitaire
D'abord assistant à l'ENSCS de Strasbourg, entre octobre 1973 à novembre 1984, il est nommé professeur à la Faculté des sciences de l'Université de Picardie Jules-Verne en 1984. À partir de 1985, il est codirecteur du Laboratoire de chimie organique (1985-1999), et chef du département de chimie de la Faculté des Sciences (1985-1989).
En 1991, il crée l'IUFM de Picardie, et le dirige durant cinq ans. En 1999, il fonde le laboratoire de recherches sur les glucides, et en prend la tête entre 2000 et 2001. En mai 2001, après deux ans comme vice-président du conseil d’administration, il est élu, à la suite du décès de son prédécesseur Bernard Risbourg, président de l'UPJV pour cinq ans. 
Expert et consultant au Comité national d'évaluation des établissements publics à caractère scientifique, culturel et professionnel, il contribue au rapport du CNE sur les IUFM paru en mars 2001. 
Chercheur internationalement reconnu de la chimie des sucres, il est spécialiste de l'étude de la réactivité relative des différentes fonctions hydroxylées des oses et des itols.

### Carrière politique
Adhérent du Parti communiste français entre 1973 et 1983, puis membre du Parti socialiste à partir de 1986, il est élu conseiller municipal d'opposition à Amiens en mars 1995, et démissionne en juin 2001 à la suite de son élection à la tête de l'Université de Picardie. 

#### Une élection imprévue
Après la défection de Vincent Peillon, Gilles Demailly est désigné tête de liste de la gauche unie (PS-PRG-PC-MRC-Verts) aux municipales de 2008. Il doit faire face à un déficit de notoriété : en décembre 2007, un sondage le crédite de 51 % de notoriété, 23 % de bonnes opinions et 40 % d'intention de vote au second tour. Pourtant, il crée la surprise dès le premier tour en devançant le maire sortant, Gilles de Robien, ancien ministre. Au second tour, le 16 mars 2008, il le bat largement avec 56,21 % des voix, soit 12,42 points de plus que son adversaire. Il lui succède à la mairie d'Amiens le 21 mars 2008 et à la tête de la communauté d'agglomération Amiens Métropole le 10 avril 2008.
Durant son mandat de maire, il est également président de la commission éducation de l’association des maires de grandes villes de France (AMGVF) .

#### Retrait après un seul mandat
Le 8 juin 2013, contre toute attente, il annonce qu'il ne brigue pas un second mandat de maire aux élections municipales de 2014. Le 4 avril 2014, Brigitte Fouré (NC) lui succède à la tête de la mairie d'Amiens. Le 17 avril 2014, il cède la présidence de la communauté d'agglomération Amiens Métropole à Alain Gest (UMP).

## Synthèse des résultats électoraux

### Élections municipales
Les résultats ci-dessous concernent uniquement les élections où il est tête de liste.
| Année | Liste | Liste                | Commune | 1er tour | 1er tour | 1er tour | 2d tour | 2d tour | 2d tour | Sièges obtenus |
| Année | Liste | Liste                | Commune | Voix     | %        | Rang     | Voix    | %       | Rang    | Sièges obtenus |
| ----- | ----- | -------------------- | ------- | -------- | -------- | -------- | ------- | ------- | ------- | -------------- |
| 2008  |       | PS-PCF-Verts-MRC-PRG | Amiens  | 16 914   | 41,37    | 1er      | 26 424  | 56,21   | 1er     | 43 / 55        |

## Décorations
- Officier de l'ordre des Palmes académiques[2].
- Officier de l'ordre national du Mérite (2013)[10].